# Fanorama
Fanorama (також Fanorama Society або Fanorama Cabal ) —  журнал і дистриб'ютор журналів у Род-Айленді, створений журналістом та активістом Р.Е.Б (Річард Е. Бамп). Перші випуски були натхненні зростаючою квіркор-сценою і підживлювалися бажанням Річарда Бампа створити щось, що розказувало б йому та іншим квір-читачам.
З роками діяльність Річарда Бампа з випуску одного журналу переросла у видавництво Fanorama Society Publishers - також відоме як Fanorama Society Cabal - видавничу компанію, яка видає журнали, написані та створені ув'язненими. Журнали, які він розповсюджує, є одним з найкращих ресурсів для отримання правдивого уявлення про реалії тюремного життя. Вони також показують, що потрібно для того, щоб зберегти свій творчий потенціал в умовах, які роблять це майже неможливим.
Вперше опублікований в 1992 році, Fanorama виник як частина квіркор-руху, в основному натхненний журналом J.D.s і сценою Торонто, з якої прийшов J.D.s. Спочатку це був панк-колаж із гей-порно та коментарів, але невдовзі Р.Е.Б додав до цього сильний політичний голос проти асиміляції, перетворивши журнал на майстерну версію щотижневої колонки «Queerbeat», яку він вів у газеті про альтернативне мистецтво Род-Айленда, The NicePaper. Слоган Fanorama на той час був: «Для тих, хто хоче трохи непристойності у своїй політиці або трохи політики зі своєю непристойністю».
Fanorama почав викликати суперечки, особливо тому, що зин торкався проявів расизму та сексизму в гей спільноті, один недоброзичливець у засобах масової інформації назвав Річарда Бампа «дитячий порнограф, який став захисником моралі». Протягом цього періоду Бамп зіграв важливу роль в очолюванні протестів проти місцевого гей-бару через расистський інцидент з боку його керівництва - бійка, яка зайняла центральне місце в гей-політиці Род-Айленду протягом більшої частини року. Незважаючи на те, що він почав називати свою славу «ганебністю», популярність Річарда Бампа як особистості зросла, і в середині 1990-х його запросили вести святкування гей-прайду в Род-Айленді, хоча він і погодився на цю посаду, у наступні роки він критикував організаторів за підвищення комерціалізації заходу.
За час свого існування Fanorama публікували інтерв'ю та фоторепортажі з такими героями квір-контркультури, як художник коміксів Роберт Кірбі, панк-рокери Pansy Division, режисером Скоттом Трелівеном та редактором Томмі Ейсом, гумористичного та скандального журналу про СНІД Diseased Pariah News. Журнал Factsheet 5 назвав його "дідусем квір-зинів". Після публікації номера, в якому Р.Е.Б оплакував свій розрив з майбутнім фронтменом Juha Колліном Клеєм, Fanorama зробили поворот у бік язичницької духовності, на що значною мірою вплинула його робота з радикальними феями.
Останнє втілення Fanorama було, по суті, журналом про права в'язнів, на який вплинули історії, які в'язні надсилали в листах до редакції. Журнал все ще зберігав порнографію та духовну спрямованість. Відносини, які з часом склалися у Річарда Бампа з ув'язненими, також стали поштовхом для того, щоб Fanorama стали видавцем творів, написаних ув'язненими. Це призвело до того, що його аудиторія розширилася з квір-послідовників також до читачів анархо-панку та активістів, особливо після того, як він привернув увагу Maximum Rocknroll і Punk Planet, та отримав похвалу від фаворитів хедбенгерів, Metal Maniacs. Річард Бамп в Punk Planet 2005 році, сказав: «Після того, як я робив свій зін більше 12 років, після публікацій і розповсюдження незліченної кількості публікацій, створених ув'язненими, після листування з буквально сотнями ув'язнених, єдиними людьми, які коли-небудь змушували мене відчувати себе "небезпечно", були люди з вільного світу".
Кінопідрозділ Fanorama включав документальний фільм Річарда Бампа "Queer Rage" (хроніка подій, що передували та завершилися бунтом у Державному Домі штату Айова) та художні фільми "Nocturne In E Flat", "Jerk Off '94", "Waltz of the Flowers" і "13 Boys". Зняті переважно на плівку або камеру Super-8, вони були показані на фестивалях квір-інді-фільмів по всій території США та Канади. У листопаді 2013 року він дебютував у новому фільмі "Rituels Queer" на 26-му Нью-йоркському фестивалі експериментального кіно MIX Experimental Film Festival. У 2014 році "Rituels Queer" було відібрано для показу в Queer City Cinema Inc. (Реджайна, Канада) і на 6-му міжнародному кінофестивалі Entzaubert DIY Queer International Film Festival у Берліні. Річард Бамп також проводить семінари та є доповідачем з питань створення журналів, прав квірів та прав ув’язнених. Уривки з Fanorama були опубліковані в орієнтованій на геїв енциклопедії Out In All Directions (Warner Books), That's Revolting: Queer Strategies For Resisting Assimilation (Suspect Thoughts), під редакцією Маттильди Сикамор, і Afterwords: Real Sex From Gay Men's Diaries.
У 2007 році Р.Е.Б був частиною колективу, який відкрив The Akron Earthworm, підпільний концертний майданчик та художню галерею в Акроні. У 2008 році, після закриття The Earthworm, Річард Бамп і компанія заснували Hellville Records і випустили CD "Medusa Complex In Search of the Laconic Ideal" гурту Medusa Complex у 2008 році та S/T LP гурту Mockingbird у 2011 році.
У жовтні 2008 року Fanorama була представлена у всебічній ретроспективі квір-журналів на The NY Art Book Fair, що проходила у Phillips de Pury & Company. У квітні 2017 року Fanorama була представлена на виставці Kweerblam, куратором QZAP, у книжковому центрі Woodland Pattern Book Center у Мілувокі. Річард Бамп також показав п’ять його експериментальних фільмів під час закриття виставки. Нещодавно він випустив 25-й ювілейний випуск Fanorama з оригінальними фотографіями.

## Зинографія
- "Ambiguous Ambrosia" Пол Мур
- "Birdland" Колектив державної в'язниці Соледад
- "Chairman Of The Bored" Колектив в'язниці штату Фолсом
- "Fanorama" Річард Бамп (Р.Е.Б)
- "Flakes" Даррен Хембі
- "Flowers From The Grave" Волтер Джеймс
- "The Hated" Вільям Райт
- "Left Back" Чадд Беверлін
- "Obscene Emission" Ніл Едгар
- "One Woman's Story" Кеббі Ворнер
- "Punk Pagan" Майкл Кіллін
- "Reflections" Фредерік Фішер
- "Solitary Existence"  Тревіс "SK8" Гаррамен
- "Thoughts Of My Liberation" Фредерік Фішер
- "Unheard Silence" Девін Бейкер
- "Wiener Society" Ніл Едгар